# Позив (ТВ серија)
Позив је српска телевизијска серија из 2023. године по сценарију Марка Поповића и Иве Митровић, у режији Марка Ђиласа.
Претпремијера прве две епизоде серије је одржана на 29. Сарајево филм фестивалу, а своју прву фестивалску презентацију у Србији серија је имала на фестивалу филмске режије Liffe у Лесковцу, средином септембра 2023. Oд 18. новембра до 10. децембра 2023. серију је емитовао РТС 1.

## Синопсис
Аница Рељић, бивша полицијска инспекторка која сада ради у кол центру, добија позив од Соње Тошић, богате самохране мајке која жели да сазна идентитет особе која јој прети телефоном. Док Аница истражује претеће позиве, схвата да су они повезани са криминалном групом којом се бавила док је радила у полицији.
Аница покушава да упозори Соњу, али Соња нестаје. Због тога бивша инспекторка Аница и Соњина бунтовна кћерка Тијана, крећу у потрагу. Ускоро откривају да Соња може бити кључ у откривању истине која стоји иза еколошког скандала који потреса земљу — мистериозно тровање три дечака.

## Улоге
| Глумац                | Улога                   |
| --------------------- | ----------------------- |
| Мирјана Јоковић       | Аница Рељић             |
| Даница Недељковић     | Тијана Тошић            |
| Нада Шаргин           | Соња Тошић              |
| Снежана Богдановић    | Звездана Остојић Шошкић |
| Уликс Фехмиу          | Бранко Станковић        |
| Ана Франић            | Уна Радивојевић         |
| Никола Глишић         | Саја                    |
| Милош Тимотијевић     | Милош Радивојевић       |
| Драган Петровић       | Неша                    |
| Ермин Браво           | Ненад Тошић             |
| Исидора Минић         | Нина Тошић              |
| Данијел Сич           | Жабац                   |
| Дамјан Кецојевић      | Зоран Тошић             |
| Вахидин Прелић        | Жарко Остојић           |
| Вахид Џанковић        | Воја                    |
| Бојан Жировић         | Драган Лалић            |
| Новак Билбија         | Шошкић                  |
| Марија Пикић          | Мирјана                 |
| Небојша Миловановић   | Бјелица                 |
| Ђорђе Митровић        | Балша Пејовић           |
| Бојана Стефановић     | Олга                    |
| Иван Томић            | Дејан                   |
| Андреј Шепетковски    | управник                |
| Недим Незировић       | Луле                    |
| Ирфан Менсур          | Аничин тата             |
| Бранка Петрић         | Аничина мајка           |
| Младен Леро           | Оги                     |
| Дејан Стојаковић      | др Драшковић            |
| Горјана Јањић         | комшиница               |
| Борка Томовић         | Жаркова жена            |
| Игор Боројевић        | Батин тип               |
| Бора Ненић            | Боца                    |
| Јелена Тјапкин        | Лулетова девојка        |
| Ана Јовановић         | продавачица у салону    |
| Дара Ранчић           | Сташа Среац             |
| Јелена Пузић          | Маја                    |
| Марко Стефановић      | крими тип               |
| Лазар Тасић           | крими тип               |
| Дара Ранчић           | Сташа                   |
| Гојко Балетић         | др Радовановић          |
| Миодраг Крчмарик      | инспектор               |
| Добрила Стојнић       | Драгица                 |
| Сара Поповић          |                         |
| Видак Ђилас           |                         |
| Марко Јоксимовић      |                         |
| Марко Никитовић       |                         |
| Никола Пековић        |                         |
| Никола Јонић          |                         |
| Сара Поповић          |                         |
| Станко Богојевић      |                         |
| Стефан Стајић         |                         |
| Видак Ђилас           |                         |
| Маја Колунџија        |                         |
| Александар Кањевац    |                         |
| Катарина Жикић        |                         |
| Александар Михајловић |                         |
| Александар Гајин      |                         |
| Софија Јеремић        |                         |
| Горан Шмакић          |                         |
| Ђорђе Ђоковић         |                         |
| Синиша Максимовић     |                         |
| Станко Стојановић     |                         |
| Марко Цветановић      |                         |
| Матија Живковић       |                         |
| Јован Торачки         |                         |
| Борис Радмиловић      |                         |

## Епизоде
| Сезона | Сезона | Епизоде | Епизоде | Оригинално емитовање | Оригинално емитовање |
| Сезона | Сезона | Епизоде | Епизоде | Премијера            | Финале               |
| ------ | ------ | ------- | ------- | -------------------- | -------------------- |
|        | 1.     | 8       | 8       | 18. новембар 2023.   | 10. децембар 2023.   |